# Agustín Pezzi
Agustín Pezzi (Pergamino, Argentina; 14 de enero de 1997) es un futbolista argentino. Juega de defensa y su equipo actual es el Patriotas Boyacá de la Categoría Primera A de Colombia.

## Trayectoria
Nacido en Pergamino, se formó como jugador en el club local de Douglas Haig. Fue promovido al primer equipo en la Primera B Nacional en 2017, debutando el 30 de julio ante Juventud Unida.
En la temporada 2021, el defensor fue cedido al Güemes de la Primera B Nacional.
De cara a la temporada 2024, Pezzi fue cedido al Patriotas Boyacá de la Categoría Primera A de Colombia.

## Estadísticas
Actualizado al último partido disputado el 23 de marzo de 2024.
| Club                        | Div.          | Temporada     | Liga  | Liga  | Copas nacionales | Copas nacionales | Copas internacionales | Copas internacionales | Total | Total |
| Club                        | Div.          | Temporada     | Part. | Goles | Part.            | Goles            | Part.                 | Goles                 | Part. | Goles |
| --------------------------- | ------------- | ------------- | ----- | ----- | ---------------- | ---------------- | --------------------- | --------------------- | ----- | ----- |
| Douglas Haig Argentina      | 2.ª           | 2016-17       | 1     | 0     | 0                | 0                | —                     | —                     | 1     | 0     |
| Douglas Haig Argentina      | 3.ª           | 2017-18       | 1     | 0     | 1                | 0                | —                     | —                     | 2     | 0     |
| Douglas Haig Argentina      | 3.ª           | 2018-19       | 12    | 3     | 1                | 0                | —                     | —                     | 13    | 3     |
| Douglas Haig Argentina      | 3.ª           | 2019-20       | 23    | 1     | 3                | 0                | —                     | —                     | 26    | 1     |
| Douglas Haig Argentina      | 3.ª           | 2023          | 30    | 1     | 0                | 0                | —                     | —                     | 30    | 1     |
| Douglas Haig Argentina      | Total club    | Total club    | 67    | 5     | 5                | 0                | 0                     | 0                     | 72    | 5     |
| Güemes Argentina            | 2.ª           | 2021          | 2     | 0     | —                | —                | —                     | —                     | 2     | 0     |
| Güemes Argentina            | Total club    | Total club    | 2     | 0     | 0                | 0                | 0                     | 0                     | 2     | 0     |
| Villa Mitre Argentina       | 3.ª           | 2022          | 9     | 0     | —                | —                | —                     | —                     | 9     | 0     |
| Villa Mitre Argentina       | Total club    | Total club    | 9     | 0     | 0                | 0                | 0                     | 0                     | 9     | 0     |
| Patriotas Boyacá · Colombia | 1.ª           | 2024          | 5     | 0     | 0                | 0                | —                     | —                     | 5     | 0     |
| Patriotas Boyacá · Colombia | Total club    | Total club    | 5     | 0     | 0                | 0                | 0                     | 0                     | 5     | 0     |
| Total carrera               | Total carrera | Total carrera | 83    | 5     | 5                | 0                | 0                     | 0                     | 88    | 5     |